# Jessica Eye
Jessica Jo-Anne Eye (27 de julio de 1986, Rootstown, Ohio) es una ex artista marcial mixta profesional estadounidense que compitió en la división de peso mosca de Ultimate Fighting Championship. Desde el 4 de julio de 2022 es la número 13 en la clasificación de peso mosca femenino de la UFC.

## Primeros años
Nació en Akron, Ohio, hija de Randy Allen y Colleen Joanne Eye. Eye tiene dos medias hermanas, Jennifer Carlisle-Brunner y Heather Carlisle-Hunter, y un hermano, Randy Miles Eye. Cuando Eye tenía 6 años, sus padres se divorciaron. Su madre y sus hermanas se vieron obligadas a trasladarse a los suburbios de Washington D. C. en Virginia. Eye asistió a la escuela primaria en Virginia, pero regresó a Ohio, donde creció en Cuyahoga Falls y se graduó en el instituto en Rootstown, Ohio. Cuando tenía 16 años, un conductor ebrio la atropelló a ella y a su padre. Sufrió una fractura de espalda, entre otras lesiones, y estuvo postrada en cama durante tres meses. Ella atribuye a este incidente su impulso hacia el éxito en las artes marciales mixtas. En 2005 se graduó en la Escuela Secundaria Rootstown y en el Maplewood Career Center. Luego asistió a la Universidad de Akron, pero nunca terminó su título de cuatro años.
El 4 de junio de 2019, escribió en un artículo para The Players' Tribune detallando el abuso que sufrió cuando era adolescente por parte de su padre, incluyendo un incidente cuando tenía 14 años, que llevó a su padre a ser arrestado y acusado de poner en peligro a los niños y de abuso doméstico.

## Carrera de artes marciales mixtas

### NAAFS y ROC
Debutó en las artes marciales mixtas amateur en junio de 2008. Estaba invicta como amateur, ganando 5 combates y convirtiéndose en la primera campeona amateur femenina de la North American Allied Fight Series el 5 de diciembre de 2009.
En junio de 2010 debutó en las MMA profesionales con la North American Allied Fight Series en Ohio, derrotando a Amanda LaVoy por TKO. Derrotó a Marissa Caldwell en su segundo combate profesional.
Se convirtió en la campeona femenina de las 130 libras de Ring of Combat el 4 de febrero de 2011, al derrotar a Ashley Nee por TKO.
Sufrió su primera derrota el 4 de junio de 2011, en un combate del campeonato profesional femenino de peso mosca de la NAAFS contra Aisling Daly.
Regresó a la NAAFS para enfrentarse a Angela Magaña en el evento principal de la NAAFS: Rock N Rumble 6 el 17 de agosto de 2012. Derrotó a Magaña por decisión unánime.

### Bellator Fighting Championships
Tras su primera derrota profesional, firmó con Bellator Fighting Championships. Debutó en septiembre de 2011, derrotando a Casey Noland por decisión dividida en Bellator 51.
Después de ganar dos combates para el NAAFS, su siguiente combate fue en Bellator 66 el 20 de abril de 2012. Originalmente estaba programada para enfrentarse a Aisling Daly en una revancha, pero Daly se retiró de la pelea debido a una infección en el oído. En su lugar, se enfrentó a Anita Rodriguez y la derrotó por decisión unánime.
En su tercera pelea en Bellator, derrotó a la entonces campeona Zoila Gurgel en Bellator 83 el 7 de diciembre de 2012, ganando con un estrangulamiento de brazo de pie en menos de un minuto. El combate fue un combate sin título.
Debía enfrentarse a Munah Holland en Bellator 95 el 4 de abril de 2013. Sin embargo, sufrió una lesión en la espalda durante los entrenamientos que la dejó temporalmente incapacitada para caminar y se vio obligada a retirarse de un combate por primera vez en su carrera.
El 1 de junio de 2013, derrotó a Carina Damm por decisión unánime en NAAFS: Fight Night in the Flats 9.
Junto con Jessica Aguilar, fue liberada por Bellator el 13 de agosto de 2013, tras la disolución de su división femenina. Aguilar y Eye eran las últimas luchadoras que quedaban en la lista de Bellator.

### Ultimate Fighting Championship

#### División de peso gallo
En agosto de 2013, firmó con Ultimate Fighting Championship, ascendiendo a la división de peso gallo ya que, en ese momento, la UFC no tenía una división de peso mosca femenino. La expectación en torno a su debut fue cubierta por USA Today y FoxSports.com.
Debutó en la UFC contra Sarah Kaufman el 19 de octubre de 2013 en UFC 166. Ganó el combate por decisión dividida. Sin embargo, en febrero de 2014, el Departamento de Licencias y Regulación de Texas cambió el resultado a "Sin Resultado" sin que se diera inicialmente ninguna razón para el cambio. Más tarde se reveló que había fallado su prueba de drogas después de la pelea después de dar positivo por marihuana y posteriormente fue multada con $1875 dólares y puesta en suspensión de prueba por un año.
Se enfrentó a Alexis Davis el 22 de febrero de 2014 en UFC 170. Perdió el combate por decisión dividida.
Se enfrentó a Leslie Smith en UFC 180. Ganó el combate por TKO.
En marzo de 2015, se anunció que se enfrentaría a Miesha Tate el 25 de julio de 2015 en UFC on Fox: Dillashaw vs. Barão 2, y se espera que la vencedora reciba una oportunidad por el Campeonato Femenino de Peso Gallo de la UFC. Se mostró confiada de cara al combate y declaró: "Sé que soy mejor en todos los aspectos. Ella golpeo, ella trabajo en la jaula, el suelo, todo". Tate comentó que esperaba a "la mejor Jessica Eye que se haya visto nunca", y calificó a Eye como una dura oponente. Perdió el combate por decisión unánime.
Se enfrentó a Julianna Peña el 3 de octubre de 2015 en UFC 192. Perdió el combate por decisión unánime.
Se enfrentó a Sara McMann el 29 de mayo de 2016 en UFC Fight Night: Almeida vs. Garbrandt. Perdió el combate por decisión unánime. 
Se enfrentó a Bethe Correia el 10 de septiembre de 2016 en UFC 203. Perdió el combate por decisión dividida. Después, anunció que pensaba tomarse un año de descanso de la competición de MMA.
Aceptó una revancha de solo grappling con Miesha Tate en un show de Submission Underground el 11 de diciembre de 2016, que ganó Tate en tiempo extra. En mayo de 2017 anunció sus planes de competir en la recién creada división de peso mosca de 125 libras de la UFC.
Tenía previsto enfrentarse a Aspen Ladd el 7 de julio de 2017 en The Ultimate Fighter 25 Finale. Sin embargo, el día del evento Ladd cayó enferma y el combate se canceló.

#### Regreso al peso mosca
En agosto de 2017, ESPN informó que Eye haría su debut en el peso mosca de la UFC contra Paige VanZant el 7 de octubre de 2017 en UFC 216. Sin embargo, VanZant se retiró del combate el 25 de septiembre alegando una lesión en la espalda. Posteriormente, se esperaba que Eye fuera reprogramada contra otra oponente en otro evento.
Se enfrentó a Kalindra Faria el 14 de enero de 2018 en UFC Fight Night: Stephens vs. Choi en su debut en la división de peso mosca de la UFC. Ganó el combate por decisión dividida.
Se enfrentó a Jessica-Rose Clark el 23 de junio de 2018, en UFC Fight Night: Cowboy vs. Edwards. Ganó el combate por decisión unánime.
Estaba programada para enfrentarse a Sijara Eubanks el 29 de diciembre de 2018, en UFC 232. El combate fue cancelado, y Eye se volvió a reservar contra Katlyn Chookagian el 8 de diciembre de 2018 en UFC 231. Ganó el combate por decisión dividida. Después del combate, los editores de MMAJunkie.com nombraron a Eye su "luchadora de regreso del año" para 2018, señalando que se había beneficiado del traslado a su clase de peso natural. También subió al número 1 en la clasificación oficial de peso mosca de la UFC.
Después de más de una década de entrenamiento en Strong Style Fight Team, decidió cambiar de campo de entrenamiento debido a desavenencias, y entrena ahora en Xtreme Couture Mixed Martial Arts.
Se enfrentó a Valentina Shevchenko por el Campeonato Femenino de Peso Mosca de la UFC el 8 de junio de 2019 en UFC 238. Perdió el combate por KO en el segundo asalto.
Se enfrentó a Viviane Araújo el 14 de diciembre de 2019 en UFC 245. En el pesaje, pesó 131 libras, cinco libras por encima del límite de peso mosca de 126 libras. Perdió el 30% de la bolsa del combate a favor de Viviane Araújo. Ganó el combate por decisión unánime.
Se enfrentó a Cynthia Calvillo el 13 de junio de 2020 en UFC on ESPN: Eye vs. Calvillo. En el pesaje del 12 de junio, no alcanzó el peso, pesando 126.25 libras, un cuarto de libra por encima del peso mosca de 126 libras. El combate se celebró como un combate de peso acordado y fue multada con el 25% de su bolsa. Perdió el combate por decisión unánime.
Fue brevemente vinculada a un combate con Jéssica Andrade el 17 de octubre de 2020 en UFC Fight Night: Hall vs. Silva. Sin embargo, el emparejamiento nunca se materializó debido a las persistentes lesiones de Eye.
Se enfrentó a Joanne Wood el 24 de enero de 2021 en UFC 257. Perdió el combate por decisión unánime.
Se enfrentó a Jennifer Maia el 10 de julio de 2021 en el UFC 264. Perdió el combate por decisión unánime.
Estaba programada para enfrentarse a Andrea Lee el 13 de noviembre de 2021 en UFC Fight Night: Holloway vs. Rodríguez. Sin embargo, se retiró del combate a mediados de octubre alegando una enfermedad y fue sustituida por Cynthia Calvillo.
Estaba programada para enfrentarse a Manon Fiorot el 5 de marzo de 2022 en UFC 272. Sin embargo, una semana antes del evento, se retiró por lesión.
Estaba programada para enfrentarse a Casey O'Neill el 2 de julio de 2022 en UFC 276. Sin embargo, O'Neill se retiró a finales de abril debido a una rotura del ligamento cruzado anterior y fue sustituida por Maycee Barber. Tras perder el combate por decisión unánime, anunció su retiro de las MMA.

## Estilo de lucha
En una entrevista de 2015, el presidente de la UFC, Dana White, dijo lo siguiente sobre Eye:

Tiene una gran defensa en los derribos, unas manos increíbles y tiene ese algo especial. Es una luchadora, hombre. Es una de esas luchadoras de las que hablo, que es pura luchadora. Cuando es el momento de ir, ella es tan dura como hay, y le encanta.

Conocida como una delantera ágil, Eye es ampliamente reconocida por su excepcional velocidad de manos y su uso de la variedad. Durante los intercambios, suele utilizar jabs rápidos, ganchos en bucle, combinaciones y golpes al cuerpo. Contra Leslie Smith en el UFC 180, asestó 32 golpes en los dos primeros minutos.
En un comentario de 2015, Brett Okamoto de ESPN señaló que Eye "hace un esfuerzo concertado para escoger a los oponentes, lanzarse hacia adentro y hacia afuera, moverse lateralmente y trabajar detrás de su jab". Sin embargo, también la describió como predecible en ocasiones debido a su amplio enfoque en el boxeo. Tras su debut en la UFC, Gregg Doyel, de CBSSports.com, la calificó como "una hábil golpeadora con manos rápidas". Damon Martin, de FoxSports.com, ha descrito a Eye como "una de las mejores delanteras" de la MMA femenina.
Además de su boxeo, utiliza regularmente las patadas al cuerpo. También es conocida por su ataque activo durante el clinch. Cuando presiona al rival contra la jaula, suele atacar con rodillazos, codazos y uppercuts.

## En la cultura popular
En julio de 2015 fue considerada para la portada de Cosmopolitan como parte de un reportaje sobre mujeres deportistas. Modeló para el artículo y habló de cómo su crianza la había llevado a convertirse en una luchadora. Elizabeth Narins, editora de fitness y salud de la publicación, calificó a Eye de "fuerte y sorprendente".
Una versión remezclada de la canción "Till I Die", de Machine Gun Kelly, hace referencia a Eye.
En marzo de 2016 apareció en Pressure Life, una revista temática con sede en Cleveland.

## Campeonatos y logros
- MMAJunkie.com
  - Luchador del Año 2018 que Regresa a la Competición[43]
- Ring of Combat
  - Campeonato Femenino de 130 libras de ROC (una vez)

## Récord en artes marciales mixtas
| Resultado     | Récord    | Oponente             | Método                                        | Evento                                 | Fecha                    | Ronda | Tiempo | Localización                | Notas                                                                                                   |
| ------------- | --------- | -------------------- | --------------------------------------------- | -------------------------------------- | ------------------------ | ----- | ------ | --------------------------- | --- |
| Derrota       | 15-11 (1) | Maycee Barber        | Decisión (unánime)                            | UFC 276                                | 2 de julio de 2022       | 3     | 5:00   | Las Vegas, Nevada           | |
| Derrota       | 15-10 (1) | Jennifer Maia        | Decisión (unánime)                            | UFC 264                                | 10 de julio de 2021      | 3     | 5:00   | Las Vegas, Nevada           | |
| Derrota       | 15-9 (1)  | Joanne Wood          | Decisión (unánime)                            | UFC 257                                | 24 de enero de 2021      | 3     | 5:00   | Abu Dhabi                   | |
| Derrota       | 15-8 (1)  | Cynthia Calvillo     | Decisión (unánime)                            | UFC on ESPN: Eye vs. Calvillo          | 13 de junio de 2020      | 5     | 5:00   | Las Vegas, Nevada           | Combate de peso acordado (126.25 libras); Eye no alcanzó el peso.                                       |
| Victoria      | 15-7 (1)  | Viviane Araújo       | Decisión (unánime)                            | UFC 245                                | 14 de diciembre de 2019  | 3     | 5:00   | Las Vegas, Nevada           | Combate de peso acordado (131 libras); Eye no cumplió con el peso.                                      |
| Derrota       | 14-7 (1)  | Valentina Shevchenko | KO (patada en la cabeza)                      | UFC 238                                | 8 de junio de 2019       | 2     | 0:26   | Chicago, Illinois           | Por el Campeonato Femenino de Peso Mosca de la UFC.                                                     |
| Victoria      | 14-6 (1)  | Katlyn Chookagian    | Decisión (dividida)                           | UFC 231                                | 8 de diciembre de 2018   | 3     | 5:00   | Toronto, Ontario            | |
| Victoria      | 13-6 (1)  | Jessica-Rose Clark   | Decisión (unánime)                            | UFC Fight Night: Cowboy vs. Edwards    | 23 de junio de 2018      | 3     | 5:00   | Kallang                     | |
| Victoria      | 12-6 (1)  | Kalindra Faria       | Decisión (dividida)                           | UFC Fight Night: Stephens vs. Choi     | 14 de enero de 2018      | 3     | 5:00   | San Luis, Misuri            | Regreso al peso mosca.                                                                                  |
| Derrota       | 11-6 (1)  | Bethe Correia        | Decisión (dividida)                           | UFC 203                                | 10 de septiembre de 2016 | 3     | 5:00   | Cleveland, Ohio             | |
| Derrota       | 11-5 (1)  | Sara McMann          | Decisión (unánime)                            | UFC Fight Night: Almeida vs. Garbrandt | 29 de mayo de 2016       | 3     | 5:00   | Las Vegas, Nevada           | |
| Derrota       | 11-4 (1)  | Julianna Peña        | Decisión (unánime)                            | UFC 192                                | 3 de octubre de 2015     | 3     | 5:00   | Houston, Texas              | A Eye se le descontó un punto en el segundo asalto debido a un rodillazo ilegal.                        |
| Derrota       | 11-3 (1)  | Miesha Tate          | Decisión (unánime)                            | UFC on Fox: Dillashaw vs. Barão 2      | 25 de julio de 2015      | 3     | 5:00   | Chicago, Illinois           | |
| Victoria      | 11-2 (1)  | Leslie Smith         | TKO (parada médica)                           | UFC 180                                | 15 de noviembre de 2014  | 2     | 1:30   | Ciudad de México            | |
| Derrota       | 10-2 (1)  | Alexis Davis         | Decisión (dividida)                           | UFC 170                                | 22 de febrero de 2014    | 3     | 5:00   | Las Vegas, Nevada           | |
| Sin resultado | 10-1 (1)  | Sarah Kaufman        | Sin resultado                                 | UFC 166                                | 19 de octubre de 2013    | 3     | 5:00   | Dallas, Texas               | Combate de peso gallo. La victoria por decisión dividida de Eye se anuló al dar positivo por marihuana. |
| Victoria      | 10-1      | Carina Damm          | Decisión (unánime)                            | NAAFS: Fight Night in the Flats 9      | 1 de junio de 2013       | 3     | 5:00   | Cleveland, Ohio             | Combate de peso acordado (132 libras); Damm no alcanzó el peso.                                         |
| Victoria      | 9-1       | Zoila Gurgel         | Sumisión técnica (estrangulamiento del brazo) | Bellator 83                            | 7 de diciembre de 2012   | 1     | 0:58   | Atlantic City, Nueva Jersey | |
| Victoria      | 8-1       | Angela Magaña        | Decisión (unánime)                            | NAAFS: Rock N Rumble 6                 | 17 de agosto de 2012     | 3     | 5:00   | Cleveland, Ohio             | |
| Victoria      | 7-1       | Anita Rodriguez      | Decisión (unánime)                            | Bellator 66                            | 20 de abril de 2012      | 3     | 5:00   | Cleveland, Ohio             | Combate de peso acordado (131 libras).                                                                  |
| Victoria      | 6-1       | Kelly Warren         | Decisión (unánime)                            | NAAFS: Caged Vengeance 10              | 18 de febrero de 2012    | 3     | 5:00   | Cleveland, Ohio             | Perdió el Campeonato de Peso Pesado de la MMA Unificada.                                                |
| Victoria      | 5-1       | Jennifer Scott       | Decisión (unánime)                            | NAAFS: Night of Champions 2011         | 23 de noviembre de 2011  | 3     | 5:00   | Canton, Ohio                | |
| Victoria      | 4-1       | Casey Noland         | Decisión (dividida)                           | Bellator 51                            | 24 de septiembre de 2011 | 3     | 5:00   | Canton, Ohio                | Combate de peso acordado (126 libras).                                                                  |
| Derrota       | 3-1       | Aisling Daly         | Sumisión (estrangulamiento por detrás)        | NAAFS: Fight Night in the Flats 7      | 4 de junio de 2011       | 2     | 4:00   | Cleveland, Ohio             | Por el Campeonato Femenino de Peso Mosca de NAAFS.                                                      |
| Victoria      | 3-0       | Ashley Nee           | TKO (puñetazos)                               | Ring of Combat 34                      | 4 de febrero de 2011     | 1     | 4:34   | Atlantic City, Nueva Jersey | Ganó el Campeonato Femenino de 130 libras de ROC.                                                       |
| Victoria      | 2-0       | Marissa Caldwell     | Decisión (unánime)                            | NAAFS: Eve of Destruction 1            | 18 de septiembre de 2010 | 3     | 5:00   | Akron, Ohio                 | |
| Victoria      | 1-0       | Amanda LaVoy         | TKO (codazos)                                 | NAAFS: Fight Night in the Flats 6      | 5 de junio de 2010       | 2     | 3:18   | Cleveland, Ohio             | |